# Roxanne Roxanne
Roxanne Roxanne ist eine US-amerikanische Filmbiografie von Michael Larnell, die vom Leben und der Karriere der Rapperin und Psychologin Roxanne Shanté in den 1980er Jahren erzählt. Der Film feierte am 22. Januar 2017 im Rahmen des Sundance Film Festivals seine Weltpremiere.

## Handlung
Roxanne Shanté wächst in den frühen 1980er Jahren in der Sozialwohnungssiedlung Queensbridge auf, einem sozialen Brennpunkt in New York. Im Alter von 14 Jahren beweist sie im Rahmen von Musikprojekten, dass sie eine energische Battle-Queen ist und ein Rap-Wunderkind. Ihre Aufnahme Roxanne’s Revenge wird schnell ein Hit, und der Ruf des Naturtalents als gefürchtete Gegnerin macht die Runde. Mit dem Song beginnt Shantés Karriere, und sie wird nicht nur zu einer Hip-Hop-Legende, sondern auch zur ersten populären weiblichen Hip-Hop-Künstlerin. Shanté hat aber auch eine Familie, um die sie sich kümmern muss, und die Gefahren lauern in ihrem schlechten Wohnviertel überall auf der Straße.

## Produktion

### Biografischer Hintergrund

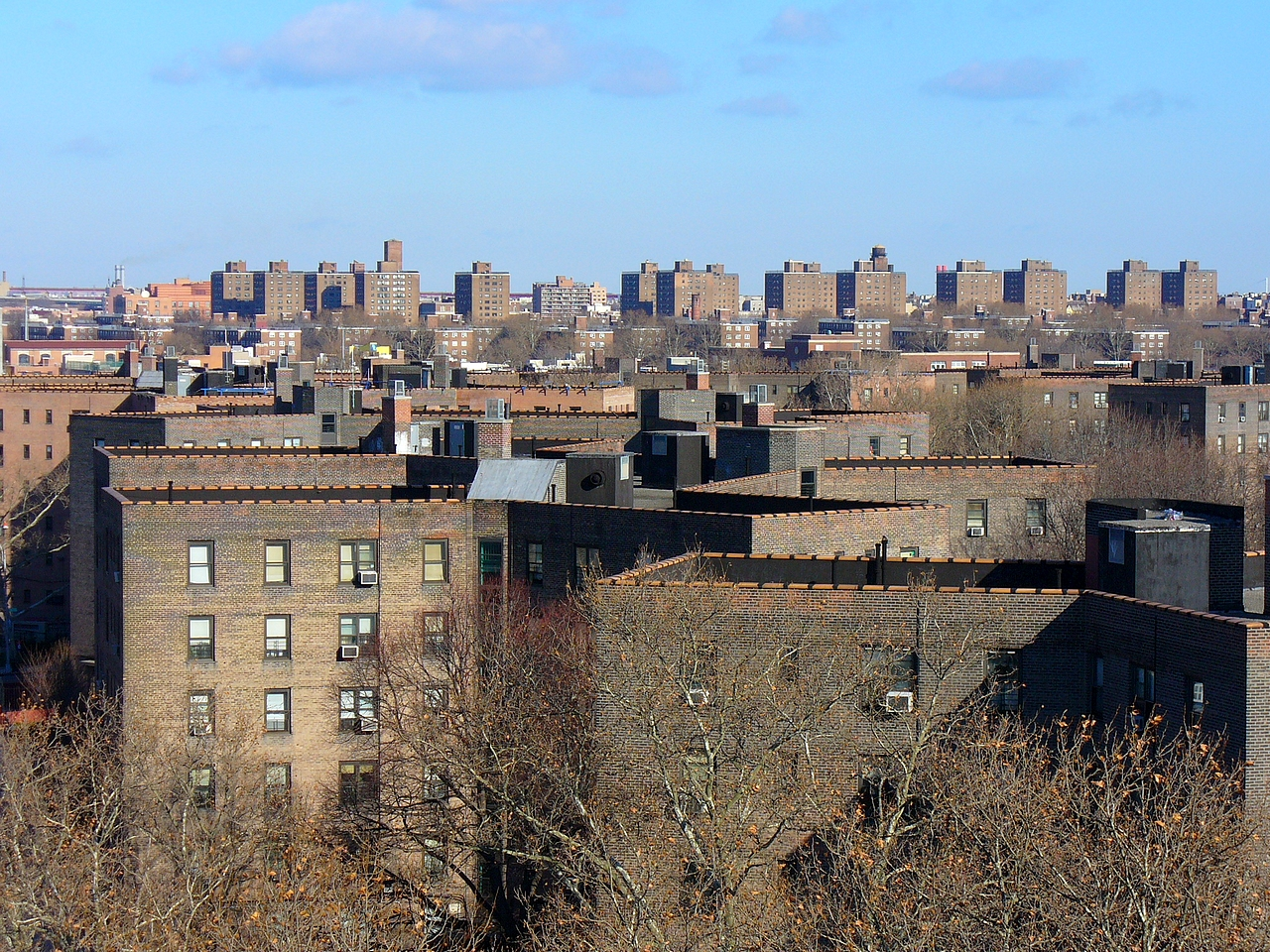
Gebäude des Queensbridge Projects, wo Roxanne Shanté aufwuchs

Der Film erzählt die wahre Geschichte von Roxanne Shanté, die als Lolita Shante Gooden geboren wurde, über Nacht zum Hip-Hop-Superstar avancierte und in den 1980er Jahren als Pionierin in der Hip-Hop-Welt bekannt wurde. Als Mitglied der legendären Juice Crew, einer losen Gruppe von Hip-Hop-Künstlern, schaffte sie es mit ihrem Klassiker Roxanne's Revenge in der Rap-Szene Kultstatus zu erreichen. Mahershala Ali, der im Film die Rolle von Cross übernommen hat, geht davon aus, dass Roxanne, Roxanne die Erwartungen des Publikums übertreffen werde, weil er sich von anderen Hip-Hop-Filmen und Biopics unterscheide.

### Stab und Besetzung
Der Film wurde von Pharrell Williams und Forest Whitaker gemeinsam mit Mimi Valdes und Nina Yang Bongiovi produziert. Whitaker und Bongiovi hatten zuvor bereits das Filmdrama Fruitvale Station und die Coming-of-Age-Tragikomödie Dope produziert, bei dem Williams als einer der ausführenden Produzenten beteiligt war. Roxanne Shanté, die im Zentrum des Biopics steht, ist als Executive Producer des Films aufgeführt.
Die Regie übernahm Michael Larnell, und bei dem Film handelt es sich um dessen zweiten Spielfilm nach Cronies aus dem Jahr 2015. 
Die Hauptrolle von Roxanne Shanté wurde mit Chanté Adams besetzt. Als junges Mädchen wird sie von Taliyah Whitaker gespielt. Nigel Alexander Fullerton spielt Biz Markie, eines der Mitglieder von Shantés Hip-Hop-Gruppe Juice Crew. Arn Star übernahm die Rolle des Mitglieds MC Shan. Elvis Nolasco übernahm die Rolle von Ray und Mahershala Ali die Rolle von Cross. Nia Long spielt Shantés Mutter Peggy Gooden. In weiteren Rollen sind Jermel Howard, Sean Ringgold, Curtiss Cook und einige eher unbekannte Newcomers wie Eden Duncan-Smith zu sehen.

### Dreharbeiten, Filmmusik und Veröffentlichung

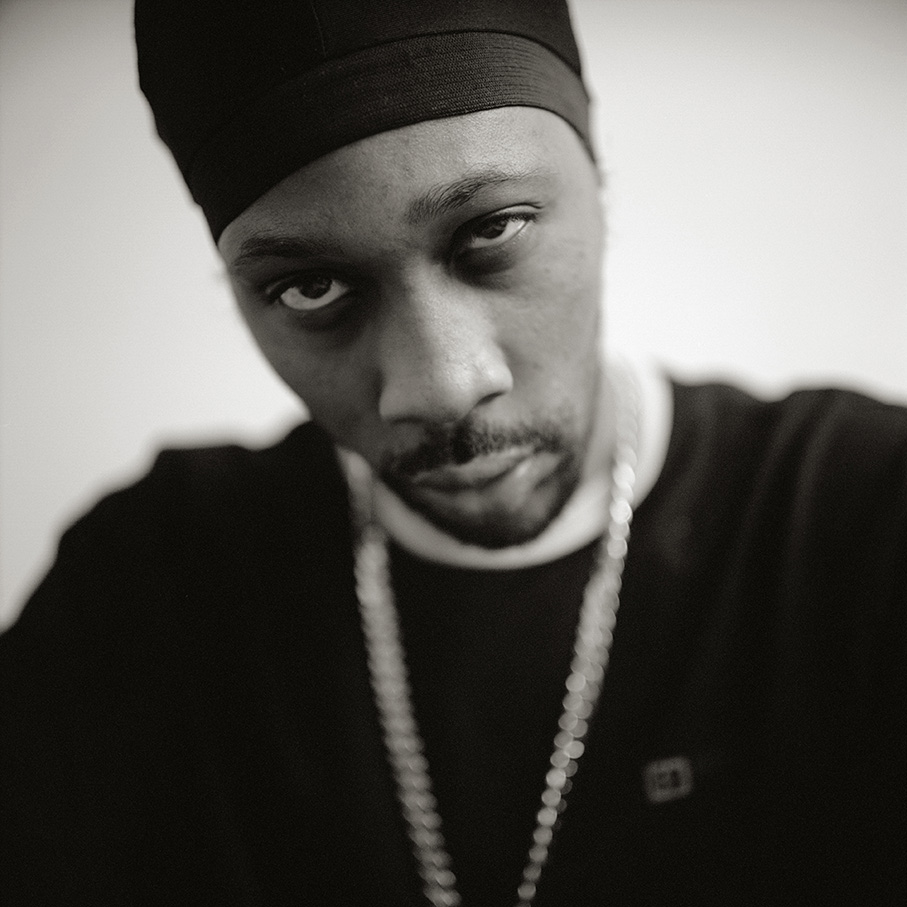
Der Rapper RZA komponierte die Filmmusik

Die Dreharbeiten fanden an der Lower East Side von Manhattan statt, so im Juli 2016 in der Orchard Street. Die Dreharbeiten wurden im Herbst 2016 beendet.
Die Filmmusik wird von dem Rapper RZA komponiert.
Der Film feierte am 22. Januar 2017 im Rahmen des Sundance Film Festivals seine Weltpremiere. Am 23. März 2018 wurde er in das Angebot von Netflix aufgenommen.

## Rezeption

### Kritiken
Der Film konnte bislang 70 Prozent der Kritiker bei Rotten Tomatoes überzeugen.

### Auszeichnungen
Sundance Film Festival 2017
- Nominierung als Wettbewerbsfilm im U.S. Dramatic Competition[12]